# Paracytheroma stephensoni
Paracytheroma stephensoni är en kräftdjursart som först beskrevs av H.S. Puri 1954.  Paracytheroma stephensoni ingår i släktet Paracytheroma och familjen Cytheromatidae. Inga underarter finns listade i Catalogue of Life.